# Åke Jangell
Åke Jangell, född Åke Henrik Johansson 13 oktober 1909 i Stockholm, död 4 februari 1977 i Stockholm, var en svensk musiker (trumpet med mera).